# Csaba Schmidt
Csaba Schmidt (ur. 3 maja 1979 w Tatabánya, zm. 19 marca 2023 tamże) – węgierski polityk i samorządowiec, poseł do Zgromadzenia Narodowego, burmistrz miasta Tatabánya.

## Życiorys
W 2002 ukończył studia chemiczne na Uniwersytecie im. Loránda Eötvösa w Budapeszcie (ELTE). Po studiach pracował w firmie farmaceutycznej i laboratorium. W okresie studiów związał się z ugrupowaniem Fidesz. W latach 2002–2010 sprawował mandat radnego miasta Tatabánya, był przewodniczącym rady miejskiej (2002–2006) i zastępcą burmistrza (2006–2010). W wyborach w 2010 uzyskał mandat posła do Zgromadzenia Narodowego z listy Fideszu w okręgu Komárom-Esztergom. W Zgromadzeniu przewodniczy Komisji Zrównoważonego Rozwoju oraz Podkomisji Energii. Jest również wiceprzewodniczącym Komisji Rolnictwa. W wyborach samorządowych w 2010 został wybrany burmistrzem miasta Tatabánya.